# Rue de la Faune
La rue de la Faune est une artère d'orientation est-ouest traversant les arrondissements de La Haute-Saint-Charles et de Charlesbourg, à Québec, ainsi que la réserve autochtone de Wendake.

## Situation et accès
La rue a une longueur d'environ 6,4 km. Il s'agit d'une route bidirectionnelle variant de deux à quatre voies. Son tracé est principalement rectiligne.
Elle débute à l'est à l'intersection de l'avenue du Zoo, près du boulevard Henri-Bourassa. Ensuite, son parcours croise entre autres l'autoroute Laurentienne (sortie 154), l'avenue Lapierre et le boulevard de la Colline. Elle traverse également la réserve autochtone de Wendake sur seulement quelques mètres, à l'intersection de la rue Chef-Max-Gros-Louis. À l'ouest, la rue se termine peu après avoir franchi la rivière Saint-Charles, à la jonction du boulevard Valcartier.

## Origine du nom
Son nom fait référence à la faune qu'on retrouvait au jardin zoologique de Québec, implanté sur cette rue entre 1931 et 2006. 

## Historique
Son ancêtre est la route Notre-Dame de la Miséricorde, chemin dont l'usage remonterait à 1662 et desservait le fief de Saint-Ignace.
Son nom lui a été attribué vers 1965 et officialisé par la Commission de toponymie le 25 juin 1987. Auparavant, cette route a porté le nom de rue des Érables et de 33e Rue Ouest.
En 2006, à la suite de la réorganisation municipale du 1er janvier 2002, l'odonyme est étendu vers l'ouest et remplace la rue des Érables (Saint-Émile) et la rue de la Rivière (Loretteville).

## Bâtiments remarquables et lieux de mémoire
D'est en ouest :
- 145 à 85 : Nouvelle école secondaire de Charlesbourg[3]
- 255 : Terminus de la Faune (RTC)
- 500 : Établissement de détention de Québec
- 2964 : Usine de traitement de l'eau potable de Québec, secteur centre